# Каневская ГЭС
Каневкая ГЭС (укр. Канівська ГЕС) — вторая ступень Днепровского каскада гидроэлектростанций на территории Украины, в г. Каневе, Черкасская область, построенная на реке Днепр и входящая в состав «Укргидроэнерго».

## Общие сведения
Первый гидроагрегат Каневской ГЭС был введен в эксплуатацию в 1972 году, последний (24-й гидроагрегат) был сдан в эксплуатацию в 1975 году.
В состав сооружений гидроузла входят:
- здание ГЭС, совмещенное с 24 водосливами;
- судоходный однокамерный шлюз;
- земляные плотины с обеих берегов Днепра;
- автомобильная магистраль.

Суммарная установленная мощность станции на 2021 год — 500 МВт (до реконструкции 444 МВт 24 × 18,5 МВт). Годовая выработка в 2020 году — 573 млн кВт·ч, при напоре 7,4-12 метров (максимальный 13,2 м). На гидроагрегатах установлены горизонтально-капсульные поворотно-лопастные турбины мощностью 23 МВт (до реконструкции 19,2 МВт) и генераторы мощностью 22 МВт напряжением 6,3 кВ (до реконструкции 18,2 МВт напряжением 3,15 кВ). Распределительное устройство базируется на нескольких блоках с трансформаторами мощностью 80 МВА (80 000 кВА), отдающих энергию на напряжении в 110 кВ.
Плотина станции образует Каневское водохранилище. Протяжённость напорного фронта 16,3 км, пропускная способность 7680 м³/с при напоре 7,2 м.
С 1996 года проводится комплексная реконструкция ГЭС Днепровского каскада, с реконструкцией и заменой гидросилового, электротехнического, а также вспомогательного, механического и сантехнического оборудования ГЭС. С 1997 по 2002 проведена первая очередь реконструкции, а с 2006 начата вторая.
Основные цели реконструкции: продление срока эксплуатации ГЭС, увеличение её мощности, выработки, надежности, улучшение качества производимой электроэнергии за счет совершенствования системы управления, создание современных условий труда в соответствии с действующими нормативными документами.
В первую очередь были реконструированы 2 гидроагрегата, блочные выключатели 110 кВ ТП-110 кВ, выключатели ОРУ-110 кВ и выключатели ВЛ-330 ТП ТЭС — Канев ГЭС.
Во вторую очередь реконструируются 22 гидроагрегата, а также оставшееся устаревшее электротехническое и вспомогательное оборудование.
Персонал станции в начале 2021 года состоял из 316 человек.